# Els Boot
Els Boot (Den Haag, 6 maart 1955) is een Nederlands politicus van de PvdA.
Tot april 2002 was ze voorzitter van de Rotterdamse deelgemeente Prins Alexander. Vervolgens was ze een jaar interim-voorzitter van de Rotterdamse PvdA. In maart 2004 werd Boot benoemd tot burgemeester van Giessenlanden als opvolger van de CDA'er Cees Bakker die met pensioen ging. Begin 2010 volgde haar herbenoeming voor een nieuwe termijn van zes jaar.
In maart 2012 kwam burgemeester Els Boot landelijk in het nieuws doordat ze weigerde mee te werken aan de uitzetting van de Afghaanse asielzoeker Rafiq Naibzayeen, wat haar openlijk in aanvaring bracht met minister voor immigratie Gerd Leers.
Vanwege haar gezondheidsproblemen werd in juli 2013 Werner ten Kate benoemd tot waarnemend burgemeester van Giessenlanden om haar tijdelijk te vervangen. Eind 2014 werd duidelijk dat ze niet meer terug zou keren.
Bij de Tweede Kamerverkiezingen 2017 stond ze op de PvdA-kandidatenlijst op de 52e plaats. De PvdA ging na die verkiezingen terug van 38 naar negen zetels en Boot kreeg onvoldoende voorkeurstemmen om in de Tweede Kamer te komen.